# Peepli Live
Peepli Live è un film indiano del 2010 diretto da Anusha Rizvi.

## Premi
- Star Screen Awards
  - "Best Ensemble Cast"
- Asian Film Awards
  - "Best Composer" - Indian Ocean
- Mirchi Music Awards
  - "Upcoming Lyricist of The Year" (Bhadwai Village Mandali - Mehngai Dayain)